# Rhacophorus moltrechti
Rhacophorus moltrechti är en groddjursart som beskrevs av George Albert Boulenger 1908. Rhacophorus moltrechti ingår i släktet Rhacophorus och familjen trädgrodor. IUCN kategoriserar arten globalt som livskraftig. Inga underarter finns listade i Catalogue of Life.